# 里奧克拉羅
35°17′S 71°16′W / 35.283°S 71.267°W

里奧克拉羅（西班牙語：Río Claro），是智利的城鎮，位於該國中部馬烏萊大區的塔爾卡省，始建於1899年5月30日，面積430.5平方公里，海拔高度273米，2012年人口12,844人，人口密度每平方公里30人。